# Mislinjski graben
Mislinjski graben (tudi Laški graben) je najdaljša pohorska globača, po kateri od izvira do Mislinje teče reka Mislinja.
Mislinjski graben je dolg okoli 10 km. Prične se na višini okoli 1100 m in se konča na nadmorski višini okoli 600 m. Graben poteka od Komisije ob reki Mislinji do naselja Mislinja.
Glavna prometna žila za izvoz oglja in lesa iz ogromnih gozdov Pohorja je potekala po Mislinjskem grabnu. Tu je bila ozka gozdna cesta, ki se je vila ob reki Mislinji. Ko je v Mislinji leta 1762 pričel obratovati prvi plavž, so po cesti s Pohorja prevažali predvsem oglje. Z dograditvijo železnice Velenje - Dravograd so si obetali povečano prodajo lesa. Za povečan prevoz lesa pa je bilo potrebno zgraditi zmogljivejši način transporta, saj obstoječa gozdna cesta tega ni omogočala. Po dograditvi železniške proge Velenje - Dravograd so najeli delavce, ki so delali na novozgrajeni progi in z njimi pričeli graditi gozdno železnico po Mislinjskem grabnu.
Po gozdni železnici Mislinja - Komisija je stekel promet leta 1902. To je bila ozkotirna železniška proga s širino tira 76 cm. Proga je bila dolga 9,6 km in je potekala po stari gozdni cesti od spodnje žage v Mislinji do Komisije (1100 m) pod Ostruščico. Proga je obratovala do maja 1957, ko so jo zaradi neekonomičnosti ukinili.
Zaselek Komisija je dobil ime po prostoru, kjer je posebna komisija ocenjevala in prevzemala les posekan v Pohorskih gozdovih. Prvotno se je ta predel imenoval Laški graben, po Italijanih, ki so tu živeli v lesenih barakah.